# Szlovákia a 2011-es úszó-világbajnokságon
Szlovákia a 2011-es úszó-világbajnokságon hét sportolóval vett részt.

## Úszás
Férfi
| Versenyző       | Esemény                       | Selejtező | Selejtező | Elődöntő          | Elődöntő          | Döntő             | Döntő             |
| Versenyző       | Esemény                       | Idő       | Helyezés  | Idő               | Helyezés          | Idő               | Helyezés          |
| --------------- | ----------------------------- | --------- | --------- | ----------------- | ----------------- | ----------------- | ----------------- |
| Pavol Jelenak   | Férfi 400 méteres gyorsúszás  | 4:03.82   | 37        |                   |                   | Nem jutott tovább | Nem jutott tovább |
| Pavol Jelenak   | Férfi 800 méteres gyorsúszás  | 8:28.07   | 47        |                   |                   | Nem jutott tovább | Nem jutott tovább |
| Pavol Jelenak   | Férfi 200 méteres vegyesúszás | 2:10.15   | 42        | Nem jutott tovább | Nem jutott tovább | Nem jutott tovább | Nem jutott tovább |
| Tomas Klobucnik | Férfi 50 méteres mellúszás    | 28.95     | 35        | Nem jutott tovább | Nem jutott tovább | Nem jutott tovább | Nem jutott tovább |
| Tomas Klobucnik | Férfi 100 méteres mellúszás   | 1:02.69   | 50        | Nem jutott tovább | Nem jutott tovább | Nem jutott tovább | Nem jutott tovább |
| Tomas Klobucnik | Férfi 200 méteres mellúszás   | 2:16.53   | 34        | Nem jutott tovább | Nem jutott tovább | Nem jutott tovább | Nem jutott tovább |

Női
| Versenyző            | Esemény                       | Selejtező | Selejtező | Elődöntő          | Elődöntő          | Döntő             | Döntő             |
| Versenyző            | Esemény                       | Idő       | Helyezés  | Idő               | Helyezés          | Idő               | Helyezés          |
| -------------------- | ----------------------------- | --------- | --------- | ----------------- | ----------------- | ----------------- | ----------------- |
| Katarína Filová      | Női 50 méteres gyorsúszás     | 26.83     | 36        | Nem jutott tovább | Nem jutott tovább | Nem jutott tovább | Nem jutott tovább |
| Katarína Filová      | Női 100 méteres gyorsúszás    | 57.06     | 40        | Nem jutott tovább | Nem jutott tovább | Nem jutott tovább | Nem jutott tovább |
| Katarína Filová      | Női 200 méteres gyorsúszás    | 2:01.96   | 35        | Nem jutott tovább | Nem jutott tovább | Nem jutott tovább | Nem jutott tovább |
| Katarína Filová      | Női 400 méteres gyorsúszás    | 4:21.14   | 28        |                   |                   | Nem jutott tovább | Nem jutott tovább |
| Katarína Listopadová | Női 100 méteres gyorsúszás    | 56.52     | 37        | Nem jutott tovább | Nem jutott tovább | Nem jutott tovább | Nem jutott tovább |
| Katarína Listopadová | Női 200 méteres gyorsúszás    | 2:02.15   | 36        | Nem jutott tovább | Nem jutott tovább | Nem jutott tovább | Nem jutott tovább |
| Katarína Listopadová | Női 50 méteres pillangóúszás  | 27.62     | 29        | Nem jutott tovább | Nem jutott tovább | Nem jutott tovább | Nem jutott tovább |
| Katarína Listopadová | Női 100 méteres pillangóúszás | 59.87     | 30        | Nem jutott tovább | Nem jutott tovább | Nem jutott tovább | Nem jutott tovább |
| Katarína Listopadová | Női 200 méteres pillangóúszás | 2:17.72   | 30        | Nem jutott tovább | Nem jutott tovább | Nem jutott tovább | Nem jutott tovább |

## Szinkronúszás
Női
| Versenyző(k)                  | Esemény               | Selejtező | Selejtező | Döntő               | Döntő               |
| Versenyző(k)                  | Esemény               | Pont      | Helyezés  | Pont                | Helyezés            |
| ----------------------------- | --------------------- | --------- | --------- | ------------------- | ------------------- |
| Kristína Krajčovičová         | Egyéni rövid program  | 75.700    | 21        | Nem jutott tovább   | Nem jutott tovább   |
| Kristína Krajčovičová         | Egyéni szabad program | 74.980    | 20        | Nem jutott tovább   | Nem jutott tovább   |
| Dáša Baloghová Jana Labáthová | Páros rövid program   | 77.300    | 25        | Nem jutottak tovább | Nem jutottak tovább |
| Dáša Baloghová Jana Labáthová | Páros szabad program  | 76.240    | 29        | Nem jutottak tovább | Nem jutottak tovább |